# Psylla crenata
Psylla crenata är en insektsart som beskrevs av Crawford 1917. Psylla crenata ingår i släktet Psylla och familjen rundbladloppor. Inga underarter finns listade i Catalogue of Life.